# Faunis canens
Faunis canens is een vlinder uit de familie Nymphalidae. De wetenschappelijke naam van de soort is voor het eerst geldig gepubliceerd in 1826 door Jacob Hübner.